# Tòa nhà Reichstag
Tòa nhà Reichstag (tiếng Đức: Reichstagsgebäude, tên chính thức:Plenarbereich Reichstagsgebäude) là một tòa nhà lịch sử ở Berlin, Đức, được xây dựng cho quốc hội Đế quốc Đức. Đây là nơi diễn ra hội nghị của Quốc hội Đức từ 1894 đến 1933 và tái tổ chức thành trụ sở Bundestag từ 1999.
Tòa nhà được mở cửa vào năm 1894 và là trụ sở của quốc hội cho đến năm 1933, khi nó đã bị hư hỏng nặng sau khi nó bị đốt cháy. Sau Thế chiến II, toà nhà không được sử dụng; Quốc hội của Cộng hòa Dân chủ Đức họp mặt tại Palast der Republik ở Đông Berlin, trong khi Quốc hội Cộng hòa Liên bang Đức (Bundestag) họp tại Bundeshaus ở Bonn.
Tòa nhà đổ nát được xây dựng lại an toàn và được tân trang lại một phần trong những năm 1960, nhưng không có nỗ lực phục hồi hoàn toàn cho đến sau khi nước Đức thống nhất vào ngày 3 tháng 10 năm 1990, khi nó được kiến trúc sư Norman Foster (người Anh) chỉ huy tái thiết. Sau khi hoàn thành vào năm 1999, nó một lần nữa trở thành nơi hội họp của Quốc hội Đức: Bundestag hiện đại.
Thuật ngữ Reichstag, được dùng để chỉ nghị viện, có từ thời đế chế La Mã. Tòa nhà được xây dựng cho nghị viện của Đế chế Đức, được gọi là Reichstag dưới thời Cộng hòa Weimar. Sau này trở thành Reichstag của Đức Quốc xã, mà ngừng hoạt động như một nghị viện sau vụ cháy năm 1933. Thuật ngữ Reichstag không còn được sử dụng bởi các quốc hội Đức kể từ Thế chiến II. Trong cách sử dụng ngày nay, từ Reichstag của Đức để chỉ tới Tòa nhà Quốc hội, trong khi Bundestag (Quốc hội Liên bang) đề cập đến tổ chức.

## Lịch sử tòa nhà

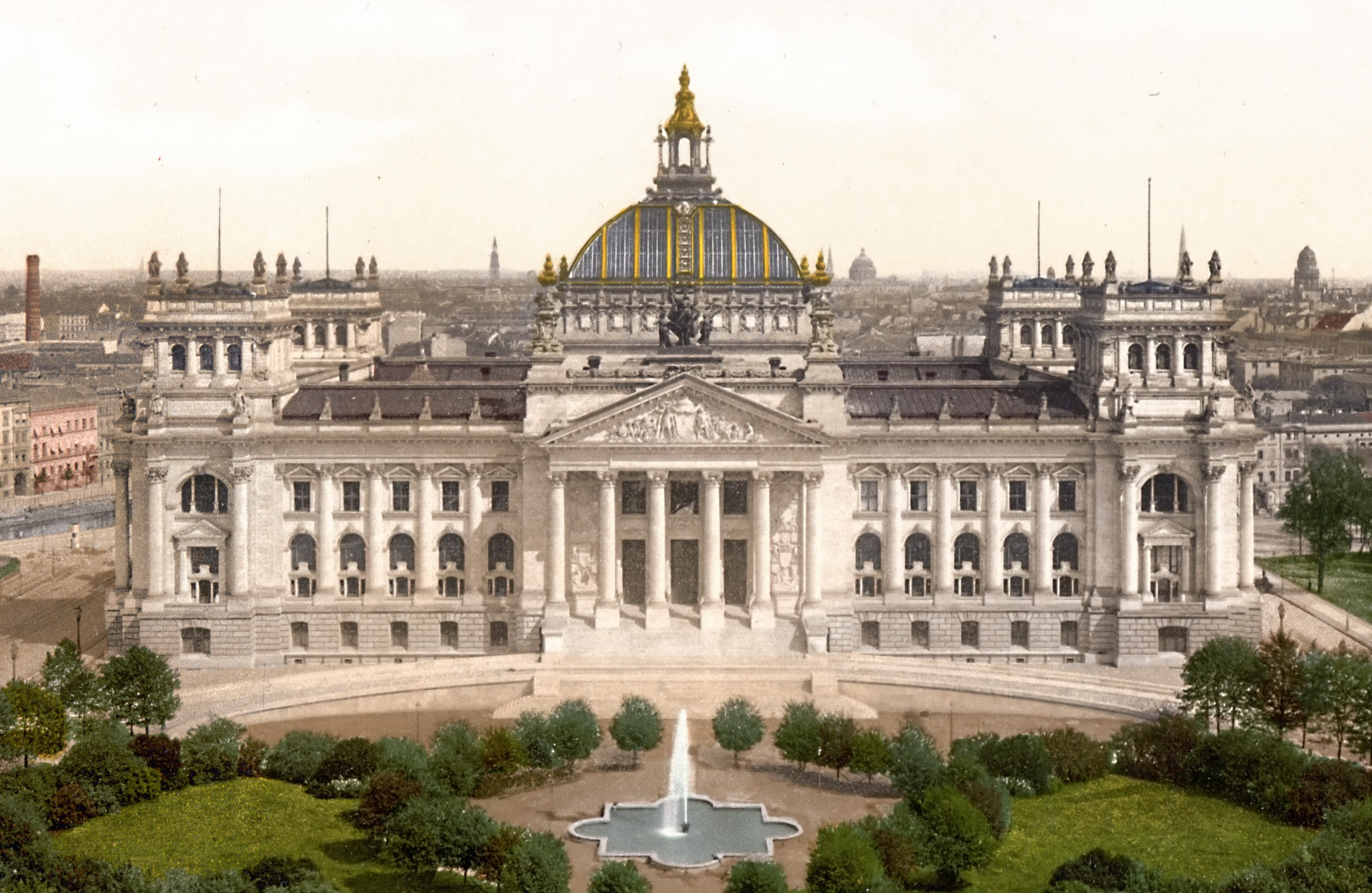
Tòa nhà Reichstag năm 1870

Việc xây dựng tòa nhà đã bắt đầu ngay sau khi thống nhất nước Đức năm 1871. Trước đây, quốc hội đã tập hợp tại một số tòa nhà khác ở Leipziger Straße ở Berlin nhưng nhìn chung đây là quá nhỏ nên năm 1872 đã tổ chức cuộc thi kiến trúc với 103 kiến trúc sư tham gia Xây dựng một tòa nhà mới. Sau một cuộc khảo sát ngắn về các địa điểm có thể, ủy ban nghị viện đề nghị phía đông của Königsplatz (hôm nay là Platz der Republik), tuy nhiên bị chiếm đóng bởi cung điện của nhà quý tộc người Ba Lan-Phổ, Athanasius Raczyński.
Tuy nhiên, công việc đã không bắt đầu cho đến mười năm sau vì những vấn đề khác nhau trong việc mua tài sản và lập luận giữa Wilhelm I, Otto von Bismarck, và các thành viên của Reichstag về việc xây dựng nên được thực hiện như thế nào. Sau những cuộc đàm phán kéo dài, Cung điện Raczyński đã được mua và phá hủy, soạn chỗ cho tòa nhà mới này.

Bên trong mái vòm kính

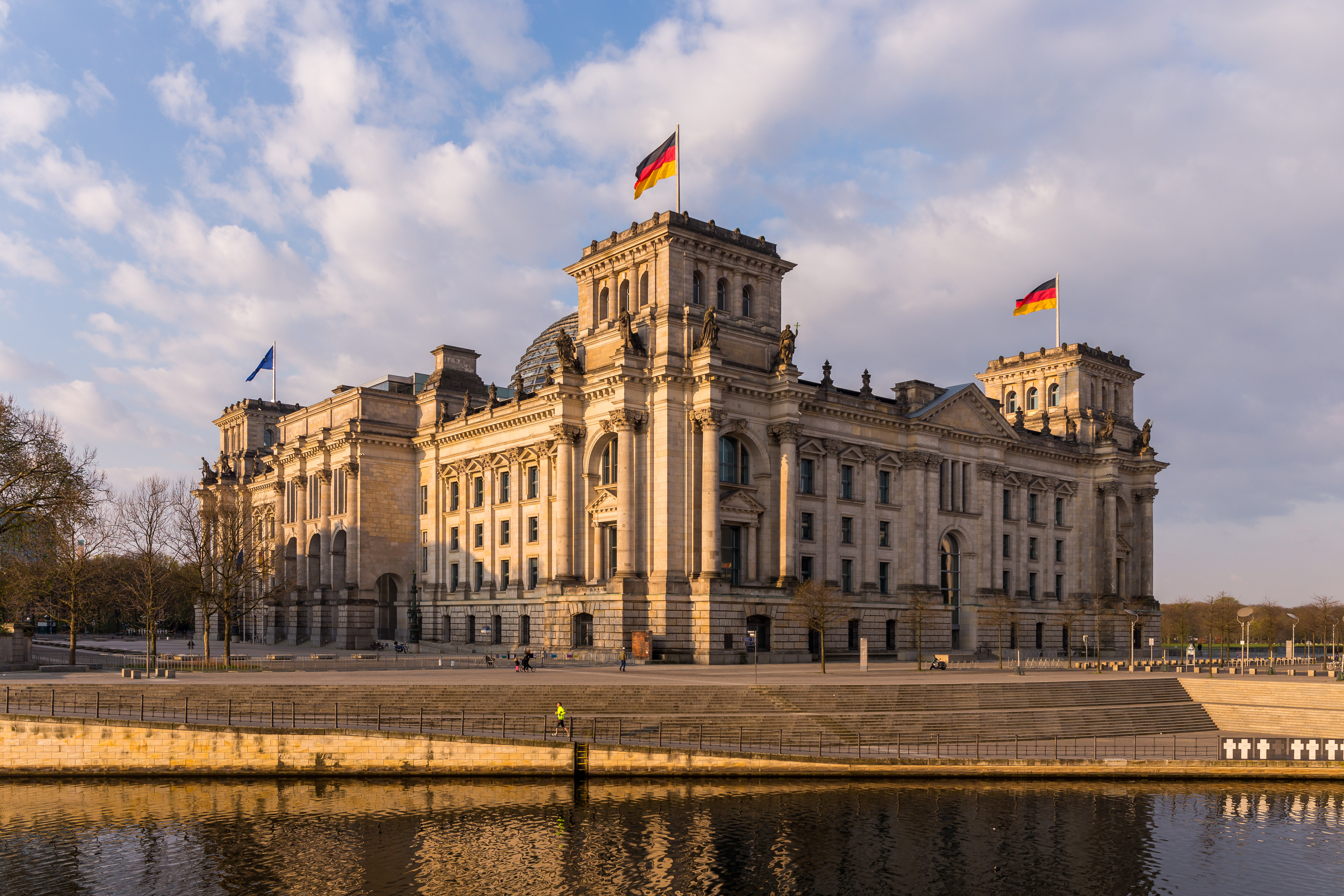
Tòa nhà Reichstag

Năm 1882, một cuộc thi kiến trúc đã được tổ chức, với 200 kiến trúc sư tham gia. Lần này, người chiến thắng, kiến trúc sư người Đức Paul Wallot từ Frankfurt, thực sự đã nhìn thấy dự án Tân-Baroque của mình. Mô hình trực tiếp cho thiết kế của Wallot là Tòa nhà Tưởng niệm Philadelphia, tòa nhà chính của Triển lãm Centennial năm 1876. Một số tác phẩm điêu khắc trang trí của Reichstag của nhà điêu khắc Otto Lessing được thực hiện ở đây. Vào ngày 29 tháng 6 năm 1884, tảng đá tảng cuối cùng được đặt bởi Wilhelm I, ở phía đông của Königsplatz. Trước khi xây dựng xong, Philip Holzmann A.G. vào năm 1894, Wilhelm I đã chết (năm 1888, năm Ba Hoàng đế). Người kế nhiệm cuối cùng của ông, Wilhelm II, đã có một cái nhìn kinh hoàng hơn về chế độ dân chủ trong nghị viện hơn ông nội của ông ta. Tòa nhà ban đầu được hoan nghênh cho việc xây dựng một vòm sắt ban đầu của kính và kính, được coi là một kỳ công kỹ thuật vào thời đó. Nhưng sự kết hợp của phong cách kiến trúc đã đưa ra những lời chỉ trích lan rộng.
Năm 1916, các từ biểu tượng Dem Deutschen Volke ("đến dân Đức","vì người dân Đức") được đặt trên mặt tiền chính của tòa nhà, phần lớn là sự không hài lòng của Wilhelm II, người đã cố gắng ngăn chặn việc bổ sung các dòng chữ cho ý nghĩa dân chủ của nó. Sau Thế chiến I đã kết thúc và Wilhelm đã thoái vị, trong những ngày cách mạng của năm 1918, Philipp Scheidemann tuyên bố việc thành lập một nước cộng hòa từ một trong những ban công của tòa nhà Reichstag vào ngày 9 tháng 11. Tòa nhà tiếp tục là ghế của quốc hội của Cộng hòa Weimar (1919-1933), mà vẫn được gọi là Reichstag.

## Thời kỳ Quốc xã

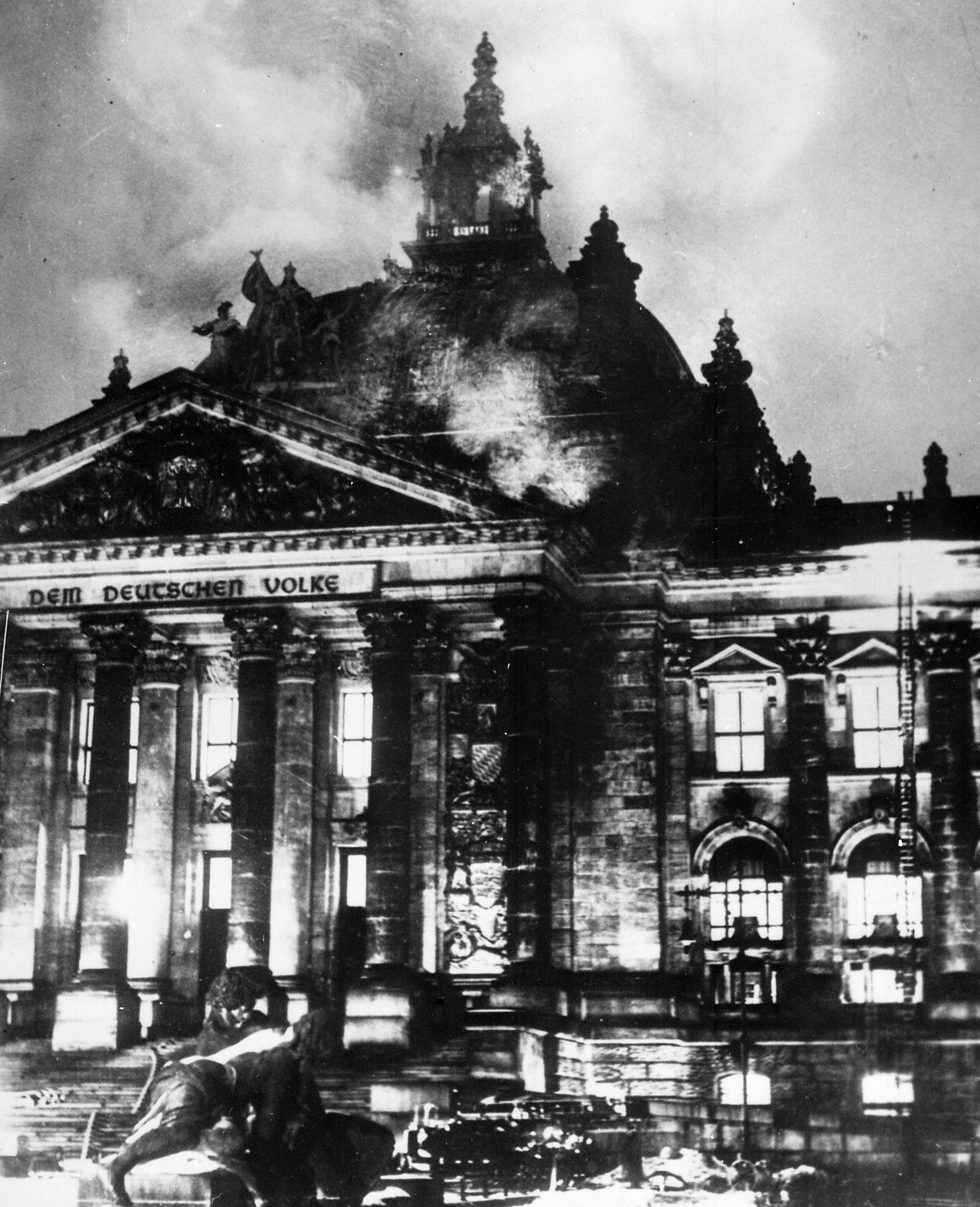
Tòa nhà Reichstag bị cháy.

Tòa nhà bị cháy vào ngày 27 tháng 2 năm 1933, trong những hoàn cảnh vẫn chưa hoàn toàn được biết đến (xem vụ hỏa hoạn Reichstag). Điều này đưa ra một cái cớ cho Đức Quốc xã đình chỉ hầu hết các quyền được quy định trong Hiến pháp Weimar năm 1919 trong Nghị định về Hỏa hoạn Reichstag nhằm nỗ lực loại bỏ chế độ cộng sản và tăng cường an ninh quốc gia trên toàn nước Đức.
Trong suốt 12 năm của Quy tắc Xã hội Quốc gia, tòa nhà Reichstag không được sử dụng cho các phiên họp nghị viện. Thay vào đó, vài lần mà Reichstag triệu tập tất cả, nó đã làm như vậy trong Nhà hát Opera Kroll, đối diện tòa nhà Reichstag. Điều này áp dụng đặc biệt cho phiên họp ngày 23 tháng 3 năm 1933, trong đó Reichstag đã xử lý quyền lực của mình trong chính phủ Đức Quốc xã trong Đạo luật Kích hoạt, một bước nữa trong cái gọi là Gleichschaltung ("phối hợp"). Hội trường chính của toà nhà (không sử dụng được sau vụ hỏa hoạn) được sử dụng thay cho các bài thuyết trình tuyên truyền, và trong Thế chiến II vì mục đích quân sự. Nó cũng được xem xét để chuyển đổi một tháp Flak nhưng đã được tìm thấy là không phù hợp về cấu trúc.

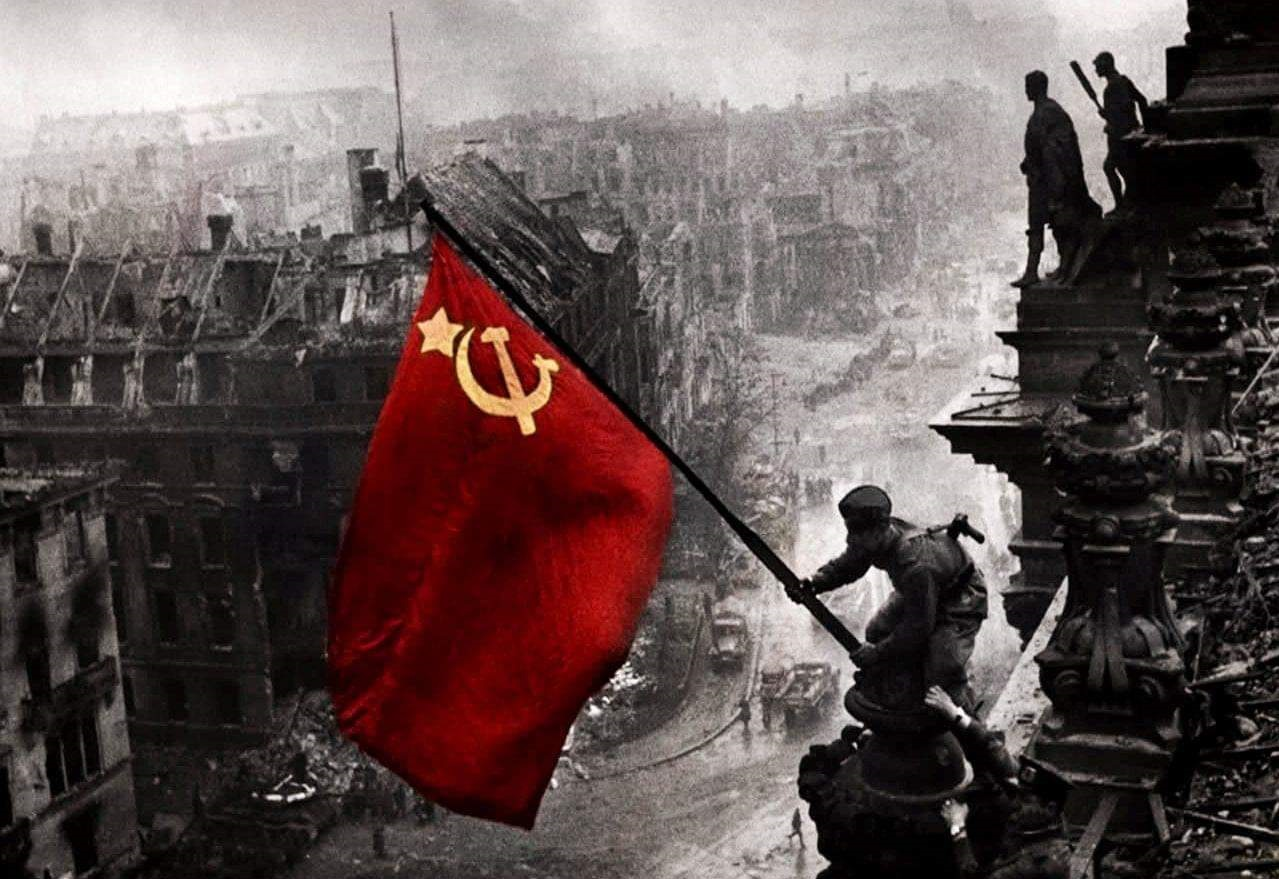
Và trong Thế chiến II Cờ Chiến thắng trên nóc Reichstag